# Sistema Universitario Jesuita

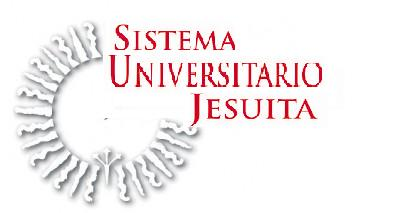
Logotipo del SUJ

El Sistema Universitario Jesuita (SUJ) es una red de Universidades privadas que pertenecen a la Compañía de Jesús en México. En México la presencia de la orden de los jesuitas se denomina “Provincia Mexicana de la Compañía de Jesús”. La Compañía de Jesús posee universidades en todo el mundo y en cada país son asociadas por un Sistema como lo es el SUJ.
El Sistema Universitario Jesuita se define como “una obra educativa de la Compañía de Jesús que permite el apoyo mutuo, así como la formación de una comunidad universitaria en un concepto que trasciende la ubicación física de cada uno de los planteles que lo conforman”.
Anteriormente era conocido como el Sistema Educativo UIA-ITESO (SEUIA-ITESO).

## Universidades
Está constituido por ocho universidades, seis confiadas a la Compañía de Jesús, y dos universidades asociadas que en su conjunto buscan cumplir con la misión de la obra educativa de la Provincia Mexicana de la Compañía de Jesús.
Actualmente las universidades que la conforman son:

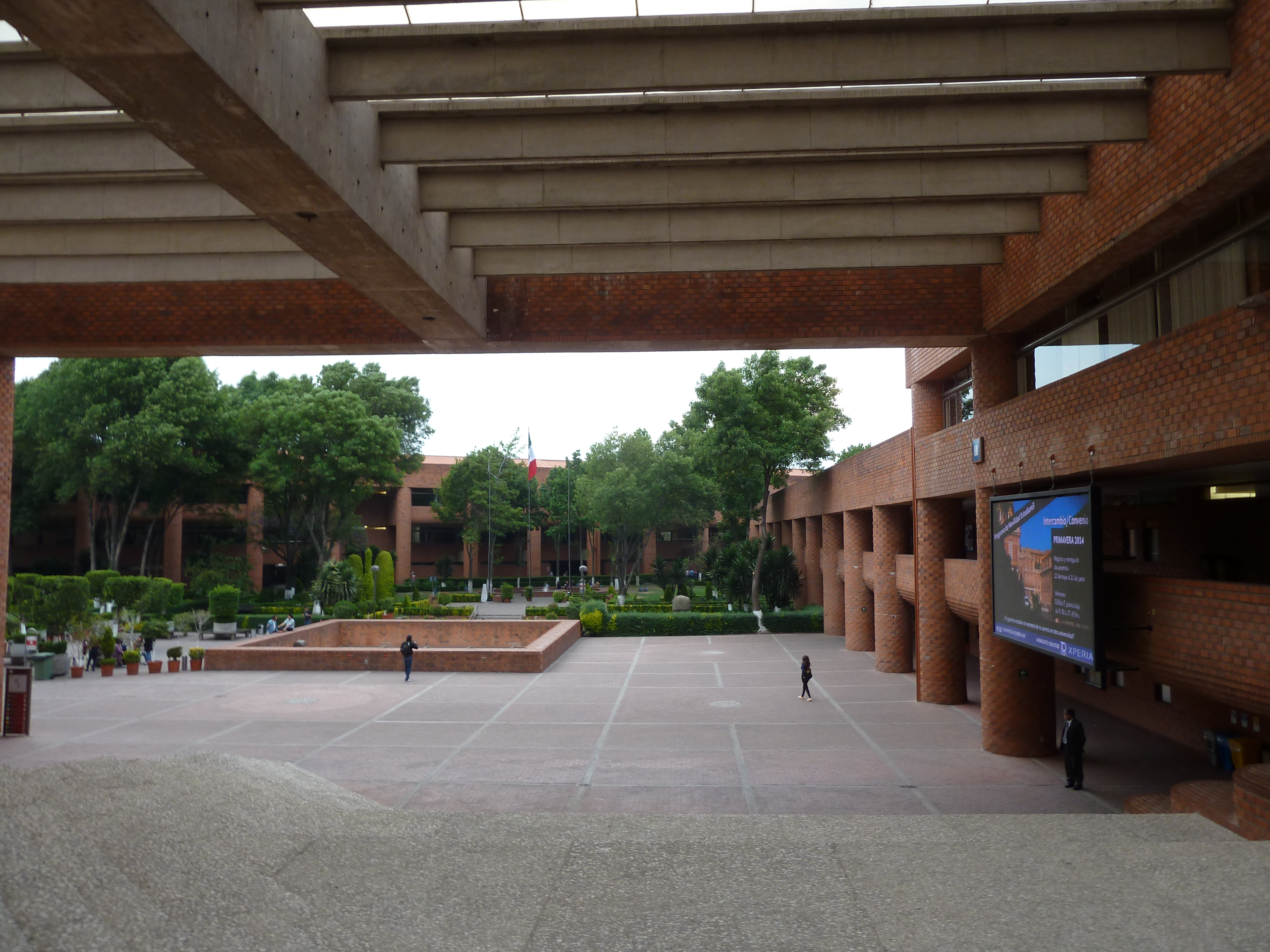
Ibero Ciudad de México

### Universidad Iberoamericana Ciudad de México
Con una trayectoria de más de 60 años, la Universidad Iberoamericana no sólo ha sido testigo sino agente activo del desarrollo de México. Su colaboración cifrada en la docencia, investigación y difusión, ha estado sustentada en claros principios de libertad y responsabilidad social. En la actualidad, la Universidad Iberoamericana Ciudad de México ofrece 37 programas de licenciatura y 21 programas de maestría y 7 de doctorado además de ofrecer cursos y diplomados en diversas disciplinas. La Matrícula aproximada de la universidad es de 9,700 alumnos.

#### Prepa Ibero Ciudad de México
La Preparatoria Ibero México es una institución de Educación Media Superior ubicada en Lerma, Estado de México. Es una preparatoria de inspiración cristiana y jesuita que prepara a sus alumnos con excelencia académica y proyección internacional.

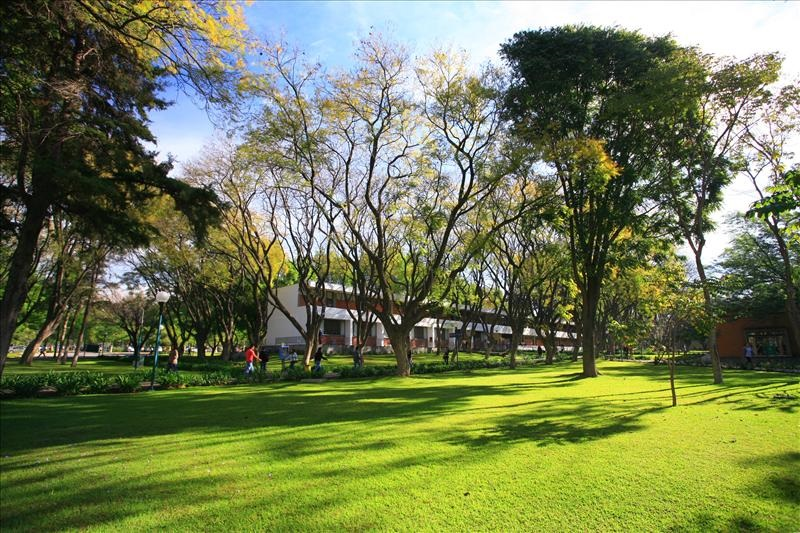
ITESO

### Instituto Tecnológico y de Estudios Superiores de Occidente (ITESO)
Fundado en 1957. El ITESO esta en un terreno de 49 hectáreas, considerado un bosque urbano con 22 hectáreas de áreas verdes. El ITESO ofrece 43 programas de licenciatura, 5 de especialidades, 20 de maestría y 6 doctorados y una preparatoria. La matrícula del ITESO es de alrededor de 10,500 estudiantes. Cuenta con una de las bibliotecas privadas más importantes del occidente de México.

### Universidad Iberoamericana León
Constituida en 1978 como el primer plantel de la Universidad Iberoamericana en provincia con el nombre de Plantel Bajío, es heredera de esa rica tradición educativa que conlleva prestigio y gran compromiso. Alberga una matrícula de alrededor de 2300 alumnos ofreciendo 18 programas de licenciatura y 6 de maestría.

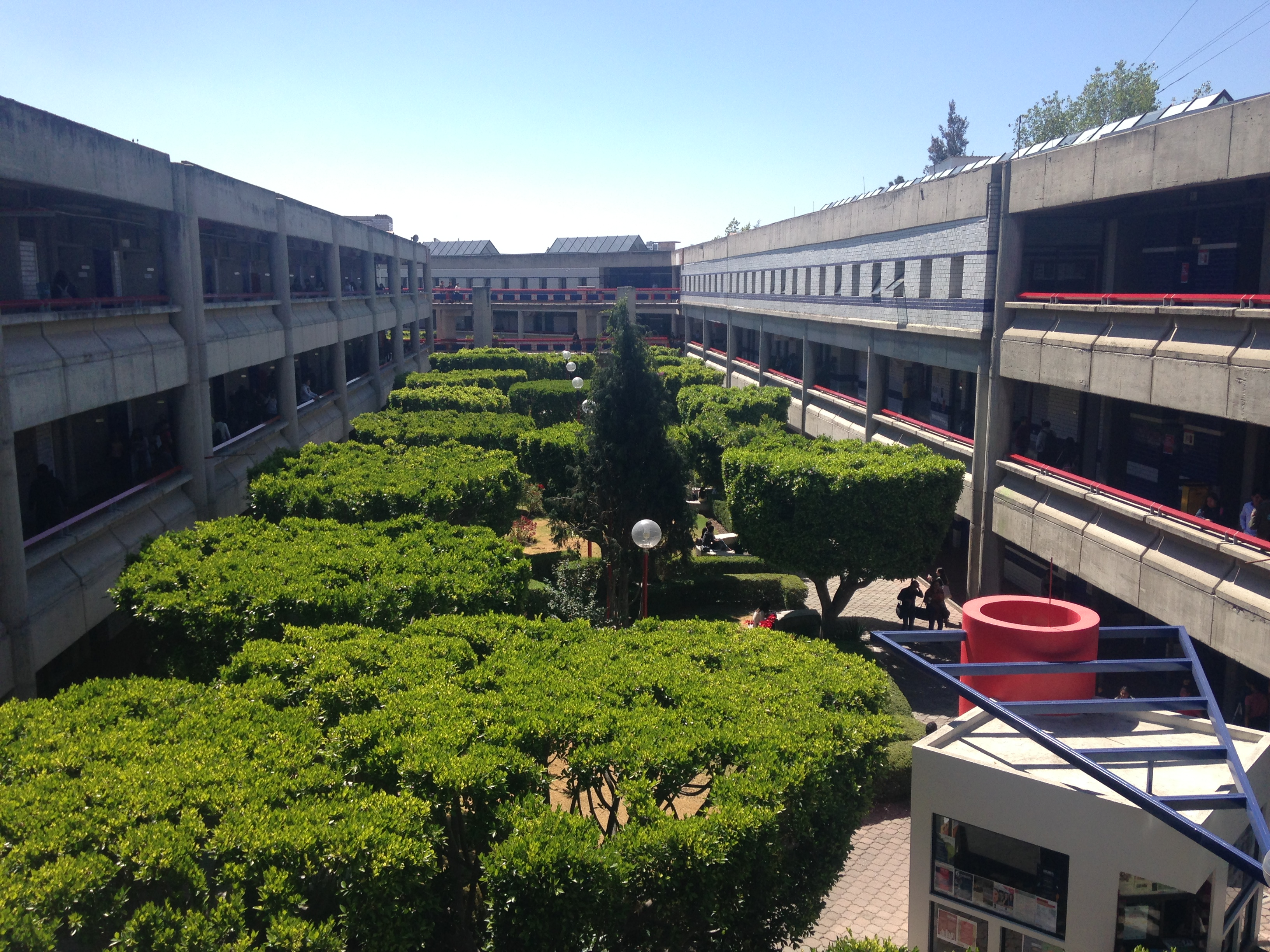
Ibero Puebla

### Universidad Iberoamericana Puebla
Actualmente la Ibero Puebla cuenta con una oferta de 38 programas de licenciatura, 16 programas de maestría y 5 programas de doctorado la Ibero Puebla atiende a una matrícula de alrededor de 5,200 alumnos. Fue fundada con el nombre de Universidad Iberoamericana Golfo Centro.

#### Prepa Ibero Puebla, Tlaxcala y Mérida
La Universidad Iberoamericana Puebla administra la Prepa Ibero Puebla y la Prepa Ibero Tlaxcala. La Preparatoria Ibero Tlaxcala abre sus puertas en agosto del 2007 con una población de 30 alumnos. La primera generación egresó en junio de 2010 con graduados.

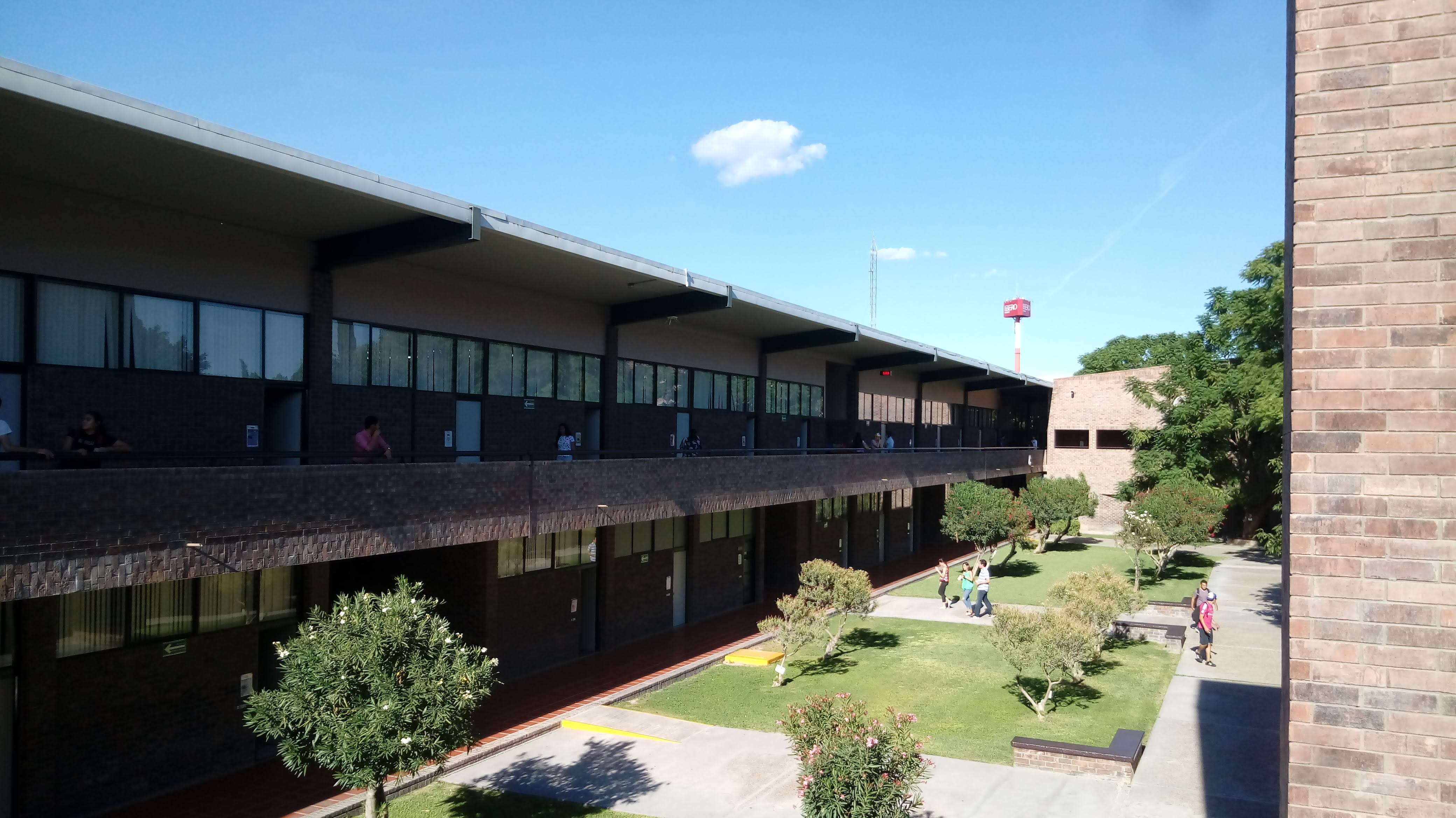
Ibero Torreón

### Universidad Iberoamericana Torreón
Fue fundada en 1982 con el nombre de Plantel Laguna. Ocupó por un tiempo las instalaciones de la Escuela Carlos Pereyra hasta que terminó la construcción de su campus actual en 1986. Actualmente, la Universidad Iberoamericana Torreón alberga a alrededor de 1800 estudiantes en 15 licenciaturas y dos maestrías. Se crean nuevos programas de estudio a nivel licenciatura, maestría, cursos, diplomados y talleres.

#### Centros de Extensión Saltillo y Monterrey
- Monterrey: Extensión de Universidad Iberoamericana Torreón; Ofrecer a la comunidad del noreste programas académicos de calidad con un enfoque humano, que enriquezcan su actuar en el ámbito personal y laboral, motivando la formación de hombres y mujeres íntegros que actúen como agentes de cambio para una sociedad más libre y armoniosa.
- Saltillo: Extensión de Universidad Iberoamericana Torreón; La Universidad Iberoamericana brinda servicio desde hace más de 65 años en México y ha estado presente en Saltillo, ofreciendo a la comunidad un enriquecimiento teórico-práctico sobre desarrollo humano, administración, así como, otras áreas específicas del saber, a fin de alcanzar la actualización necesaria para el desarrollo de las competencias personales que habrán de responder al entorno actual.

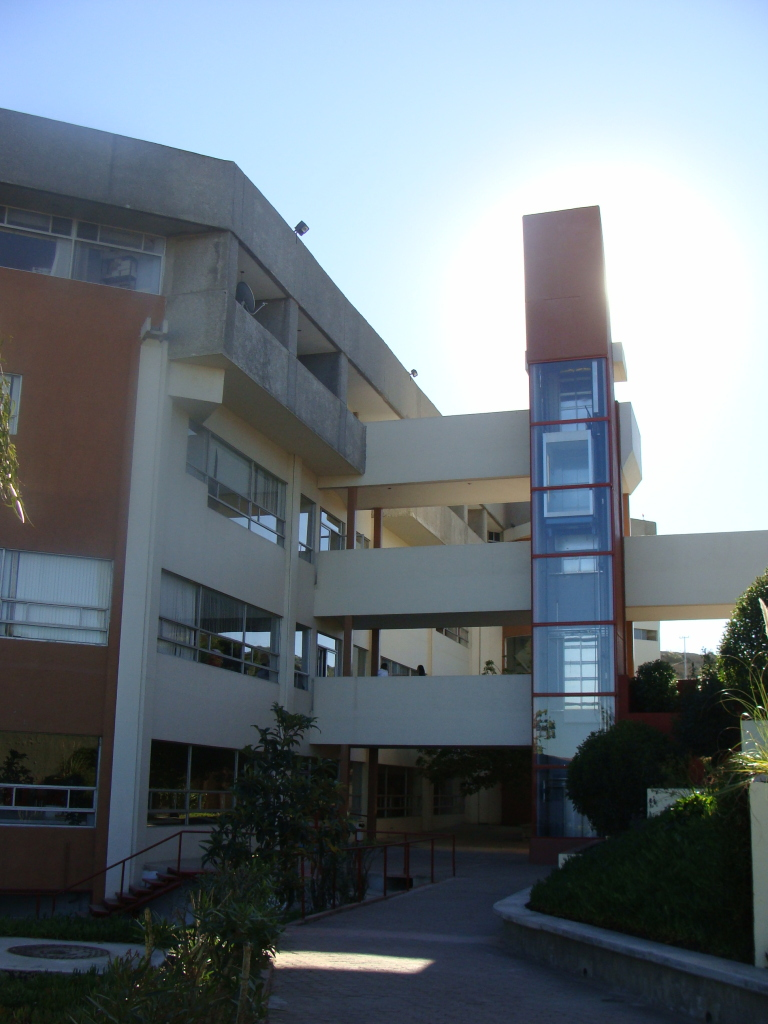
Universidad Iberoamericana Tijuana

### Universidad Iberoamericana Tijuana
En 1982 se creó oficialmente el Plantel Noroeste de la Universidad Iberoamericana con sede en la ciudad de Tijuana, B. C., contaba entonces con estudios de Bachillerato y licenciaturas en Arquitectura, Derecho y Diseño Gráfico. Posteriormente se han ido abriendo otros programas académicos y en la actualidad la universidad ofrece 13 programas de licenciatura, 10 de maestría y un doctorado.

### Instituto Superior Intercultural Ayuuk (ISIA)
El Instituto Superior Intercultural Ayuuk (ISIA) es un proyecto del Centro de Estudios Ayuuk (CEA-UIIA A.C) que inicia sus operaciones académicas en el año 2006 en la comunidad indígena de Jaltepec de Candayoc Mixe, Oaxaca. Es una institución privada de acceso público ya que procura subsidiar la beca de colegiatura de todos sus estudiantes que proceden de pueblos indígenas y no indígenas a través de diversos donativos.Su planta docente está conformado por profesores indígenas y de otros orígenes y, forma parte del Sistema Universitario Jesuita (SUJ); logrando así una formación integral e intercultural.

### Tecnológico Universitario del Valle de Chalco
Es la universidad más reciente en integrarse al SUJ. Es la única universidad jesuita en México que solamente ofrece títulos de Técnico Superior Universitario.

## Historia
La educación superior jesuita empezó en México en 1943 con la fundación del Centro Cultural Universitario en la Ciudad de México, el cual en 1953 tomaría el nombre de Universidad Iberoamericana.
En 1957 se funda la segunda universidad jesuita en México: el Instituto Tecnológico y de Estudios Superiores de Occidente.
A finales de la década de los setenta y principios de los ochenta se fueron estableciendo los diferentes planteles de la Universidad Iberoamericana en provincia: León en 1978, Noreste y Laguna en 1982 y finalmente Golfo-Centro en 1983.
El 2 de abril de 1981 se firmó el primer convenio entre la Universidad Iberoamericana y el ITESO. Este fue el principio de lo que se conoció como el Sistema UIA-ITESO (SEUIA-ITESO).
Durante la década de los 2000 se fueron cambiando paulatinamente los nombres de las Ibero. El plantel Santa Fe pasó a llamarse Ibero Ciudad de México, el plantel Noreste a Ibero Tijuana, el plantel Laguna a Ibero Torreón y el plantel Golfo-Centro a Ibero Puebla.
En ese mismo periodo las Ibero pasaron de un modelo centralizado, en el que se consideraba a la Universidad Iberoamericana como una sola universidad con diferentes campus a lo largo del país; a un modelo descentralizado en el que cada una de las Ibero del país (con excepción de la Ibero Tijuana) es una universidad independiente de las demás con el fin de atender mejor las necesidades de cada región.
El 9 de junio de 2005 se aprobó cambiar el nombre de SEUIA-ITESO a Sistema Universitario Jesuita.

## Organización
Cada una de las universidades es independiente:
- En lo laboral
- En lo financiero
- En la oferta curricular
- En la oferta de educación continua
- En su organización interna

Las Universidades miembros del Sistema Universitario Jesuita comparten:
- Misión de la Compañía de Jesús.
- Modelo educativo y pedagogía al modo ignaciano.
- Una misma concepción curricular a partir de la cual cada Universidad organiza y opera sus *propios planes de estudio.
- Agendas de investigación.
- Estilo de gestión académica colegiada.
- Planeación estratégica como sistema.

El órgano máximo de gobierno es el Consejo de Educación Superior, cuerpo colegiado presidido por el Asistente de Educación de la Provincia Mexicana de la Compañía de Jesús

## Asociaciones de universidades jesuitas en el mundo
A nivel regional, el Sistema Universitario Jesuita y las universidades que lo conforman pertenecen a la Asociación de Universidades Confiadas a la Compañía de Jesús en América Latina (AUSJAL).
Además, todas las universidades del Sistema Universitario Jesuita son miembros completos de la Asociación Internacional de Universidades Jesuitas.